# Kizel (město)
Kizel (rusky Кизел) je město v Permském kraji v Ruské federaci. Při sčítání lidu v roce 2010 měl přes devatenáct tisíc obyvatel.

## Poloha a doprava
Kizel leží v západním předhůří Středního Uralu na řece Kizelu, pravém přítoku Vilvy v povodí Jajvy. Od Permu, správního střediska kraje, je vzdálen přibližně 200 kilometrů severovýchodně.
Přes město prochází železniční trať z Čusovoje do Solikamsku uvedená do provozu v roce 1879.

## Dějiny
Kizel byl založen v roce 1750 a městem je od roku 1926.